# Through the Wire
Through the Wire è un brano musicale del rapper statunitense Kanye West, estratto come primo singolo dall'album The College Dropout del 2004. Il brano campiona Through the Fire, brano del 1985 di Chaka Khan.
Dopo un incidente d'auto dell'ottobre 2002, West scrisse e registrò "Through the Wire", con la mandibola fasciata. Ai Grammy 2005, il brano è stato nominato per la migliore interpretazione rap solista, perdendo poi contro "99 Problems" di Jay-Z. Il video musicale è stato finanziato da West, che l'ha concepito ispirandosi ad una pubblicità della Adidas.

## Antefatto
Il 23 ottobre 2002, Kanye era in uno studio di registrazione californiano producendo musica per Beanie Sigel, Peedi Crakk e i Black Eyed Peas. Dopo aver lasciato lo studio intorno alle 3:00 nella sua Lexus affittata, ebbe un incidente quasi fatale quando fu tagliato fuori da una macchina, che correva velocissima nel traffico, e si scagliò con un'altra nei pressi del W Hotel. Fu portato al Cedars-Sinai Medical Center, menzionato nella canzone come "lo stesso ospedale dove Biggie Smalls morì", ed ebbe la mandibola collegata al proprio volto con la chirurgia ricostruttiva. Due settimane dopo il ricovero in ospedale, registrò la canzone al Record Plant Studios con la sua mandibola ancora fasciata. Il titolo della canzone, infatti, si riferisce ai cavi utilizzati per tenere la mandibola rotta insieme. Alla domanda su come l'incidente abbia cambiato la sua musica, West dichiarò: 
La canzone era già presente nel mixtape di Kanye, Get Well Soon ... prima di essere ufficialmente pubblicata alla fine del 2003. Anche se inizialmente ha avuto difficoltà a convincere i dirigenti della Roc-A-Fella per farsi pubblicare il primo album, con questa canzone riuscì a far cambiare loro idea.

## Video musicale
Il video musicale è stato diretto da Coodie e Chike ed è stato presentato per la prima volta nel novembre 2003. Kanye West, che finanziò il video, si ispirò per la clip ad una pubblicità Adidas vista nella rivista BlackBook. Ha dichiarato "Non mi piace prendere idee dalla merda ... mi piace estrarre le idee da tutto il mondo qui attorno. A volte la mia visione non può essere spiegata a parole, perché non avrei potuto nemmeno dirlo a voi quanto ho immaginato che il video fosse finito". Chike ricordando la realizzazione del video disse "un giorno Coodie mi chiama parlando del progetto che lui e Kanye avevano su un video che ruotava attorno a delle polaroid. Stavo lasciando il lavoro alle sette di pomeriggio per poi tornarci alle dieci lavorando tutta la notte tornando infine a casa alle 7 del mattino".

## Tracce
CD-Maxi Universal 986 211-8
1. Through The Wire - 4:33
2. Two Words - Kanye West feat. Mos Def, Freeway e il coro maschile di Harlem - 4:29
3. Through The Wire (Instrumental) - 4:32

## Classifiche
| Classifica (2004)         | Posizione più alta |
| ------------------------- | ------------------ |
| Australia                 | 81                 |
| Belgio (Vallonia)         | 48                 |
| Danimarca                 | 11                 |
| Germania                  | 61                 |
| Irlanda                   | 24                 |
| Nuova Zelanda             | 16                 |
| Paesi Bassi               | 25                 |
| Regno Unito               | 9                  |
| Stati Uniti (R&B/Hip-Hop) | 8                  |
| Stati Uniti (Rap)         | 4                  |
| Stati Uniti               | 15                 |
| Svezia                    | 27                 |
| Svizzera                  | 48                 |